# The Inaccessible Pinnacle (Sgùrr Dearg)
The Inaccessible Pinnacle (v horolezeckém slangu In Pin nebo In Pinn, anglický název lze přeložit jako Nedostupná skalní jehla) je 50 metrů vysoká skalní věž ve vrcholových partiích horského štítu Sgùrr Dearg (v překladu ze skotské gaelštiny Červený štít) v pohoří Cuillin (gaelsky An Cuilthionn) na skotském ostrově Skye v souostroví Vnitřní Hebridy. Po Sgùrr Alasdair (992 m n. m.) je Sgùrr Dearg s vrcholkem The Inaccessible Pinnacle (986 m n. m., tj. 3235 stop) druhou nejvyšší horou pohoří Cuillin i ostrova Skye.

## Horolezectví
Výstup na The Inaccessible Pinnacle je nejobtížnější mezi všemi vrcholy, řazenými mezi tzv. Munro na území Velké Británie. Nejde jen o náročnost terénu, nýbrž i o skutečnost, že na rozdíl od Sgùrr Alasdair horninou Sgùrr Deargu není pro horolezectví mnohem příhodnější gabro, nýbrž čedič. Ten je za vlhkého a deštivého počasí, v této oblasti velmi častého, značně kluzký. Prvovýstup na The Inaccessible Pinnacle si v roce 1880 připsali Charles a Lawrence Pilkingtonovi.

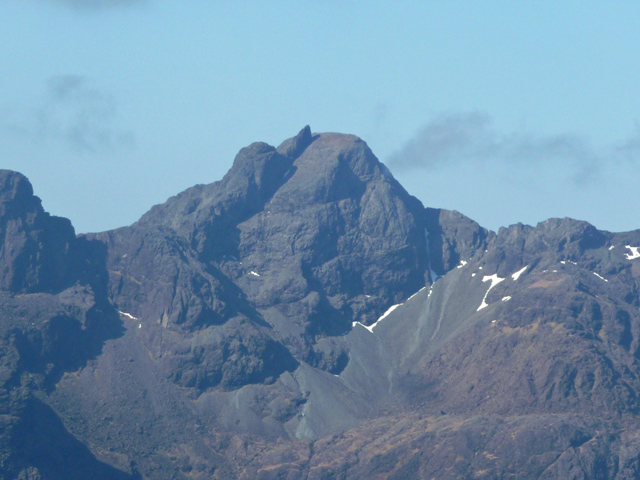
Celkový pohled na Sgùrr Dearg s The Inaccessible Pinnacle na vrcholu

Vzhledem k tomu, že Sgùrr Dearg s vrcholkem The Inaccessible Pinnacle přesahuje výšku 3000 stop, patří mezi tzv. Munros a je tudíž předmětem zájmu Munro Baggers, tj. nadšenců, kteří si vytkli za cíl vystoupit na všech téměř 300 britských Munro. Pro méně zdatné lezce nebo osoby s nedostatečnými horolezeckými zkušenostmi je však výstup na In Pin nedosažitelný, mnozí se jej proto snaží vykonat s pomocí místních zkušených horolezeckých průvodců. Za zmínku stojí, že ani skotský zeměměřič a cestovatel sir Hugh Munro (1856–1919), který v roce 1891 poprvé publikoval seznam (později nazvaný podle autora Munro's Tables) britských vrcholků, dosahujících 3000 stop, na vrchol The Inaccessible Pinnacle nikdy nevystoupil.
V původním seznamu Hugha Munro nedostupný In Pin ani zapsán nebyl, figuroval zde pouze mnohem snadněji přistupný vrchol hlavního masívu Sgùrr Deargu. Na seznamu Skotského horolezeckého klubu je tento vrchol i s vrcholovou skálou zapsán mezi Munro pod číslem M164 jako "Sgurr Dearg (The Inaccessible Pinnacle) Red peak".

## Dostupnost
Sgùrr Dearg s vrcholovou skálou The Inaccessible Pinnacle se nachází uprostřed hlavního hřebene pohoří Cuillin v místě, kde se kříží Coire Lagan, Coire na Banachdich a Coir'-uisg. Nejvhodnější přístup na vrchol Sgùrr Dearg je z osady Glen Brittle ve stejnojmenném údolí. Cesta k vrcholu je částečně vedena po suťovém svahu. Existují i další přístupové cesty – přes Sron Dearg nebo z východní strany od Sgùrr MhicChoinnich (948 m n. m.) přes An Stac (954 m n. m.), další vrcholovou skálu v masívu Sgùrr Dearg. Cesta na vrchol In Pin představuje překonání 50metrového výškového rozdílu. Výstup je rozdělen na dva tzv. pitches – tj. dva cca 30metrové úseky, odpovídající dvěma lanovým délkám. Po výstupu je možno slanit na západní straně skály s použitím slaňovacího kruhu, umístěného na vrcholu.

## První gaelský film
V roce 2007 byl v produkci Chrise Younga, žijícího na ostrově Skye, natočen v historii první gaelsky mluvený film s názvem Seachd – The Innaccessible Pinnacle. Film vypráví příběh tří sourozenců, jejichž rodiče zahynou, když se snaží zachránit jiného horolezce při výstupu na The Inaccessible Pinnacle.

## Fotogalerie

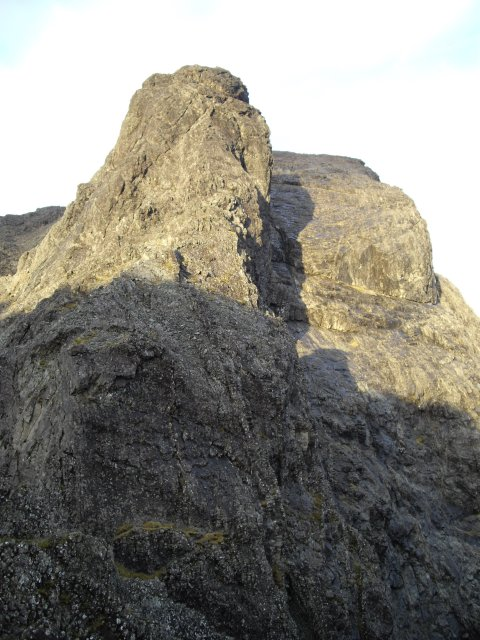
Nižší skalní věž An Stac (954 m n. m.) pod vrcholem Sgùrr Dearg
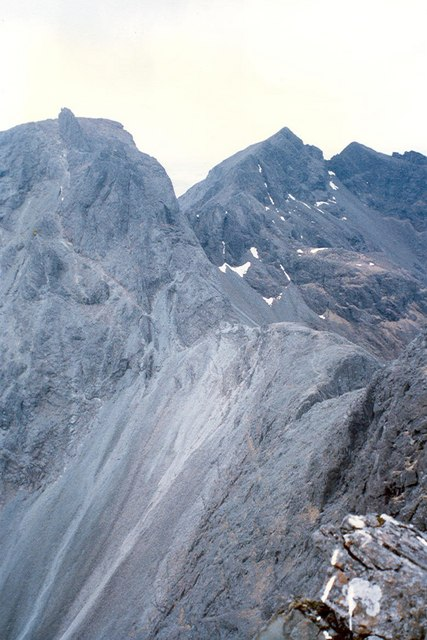
Sgùrr Dearg se skalní věží, v pozadí Sgùrr na Banachdich
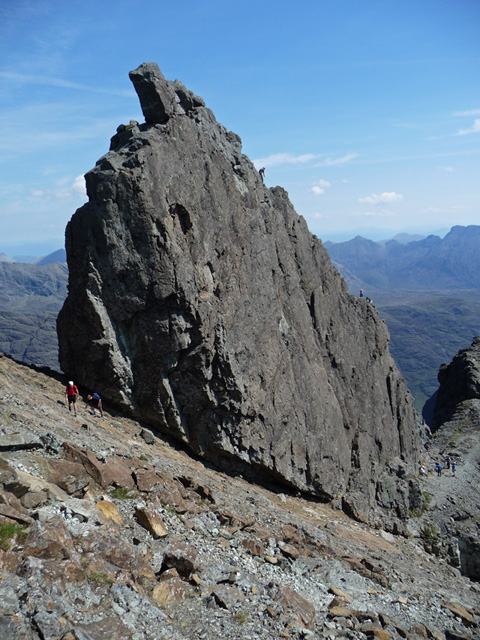
Horolezci na skalní věži The Inaccessible Pinacle
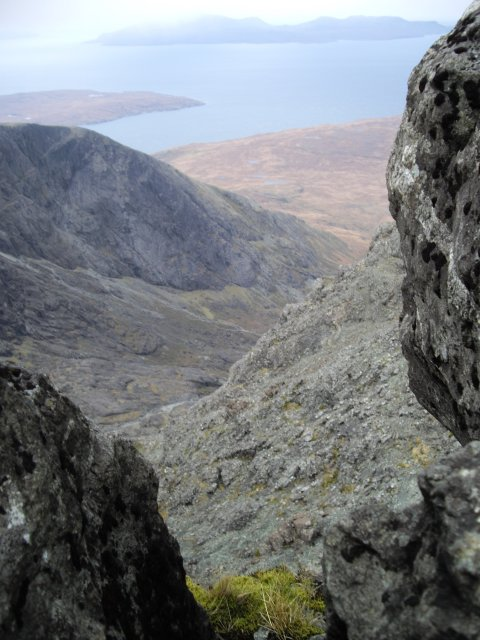
Pohled z vrcholu The Inaccessible Pinnacle do údolí

## Poznámka
Po poslední revizi z roku 2012 je na seznamu britských hor, přesahujících výšku 3000 stop, 282 Munros a dalších 227 vedlejších vrcholů.